# Турска азбука
Съвременната турска азбука е базирана на латиницата и е приета през 1928 г. като част от реформата на турския език, част от реформите на Ататюрк, като създаването ѝ е инициирано от Мустафа Кемал Ататюрк и тя заменя използваната по-рано арабска писменост. Промяната е част от по-широка езикова реформа, включваща и замяната на значителен брой персийски и арабски заемки в книжовния език и замяната им с разговорни турцизми и неологизми.
Знаците на съвременната турска азбука са заимствани от различни азбуки в Европа като шведската, немската, албанската, румънската и други. Турската азбука има 29 букви.
Турската азбука е модел за официалната латинизация и на други езици, използвали преди това арабска азбука или кирилица, като азербайджански (1991 г.), туркмениски (1993 г.) и казахски (2021 г.).